# Artus Quellinus
Pour les articles homonymes, voir Quellin.
Artus Quellinus I ou Artus Quellin  l'Ancien ou Arnoldus Quellijn est un sculpteur flamand né le 30 août 1609 et mort le 23 août 1668 à Anvers. Il est considéré comme le représentant le plus important du baroque dans la sculpture dans les Pays-Bas méridionaux. Son œuvre a eu une influence majeure sur le développement de la sculpture en Europe du Nord. Il a réalisé une majeure partie de ses œuvres à Amsterdam.  Il fait partie de la dynastie d'artistes des Quellin.

## Biographie
Né à Anvers, il est le fils du sculpteur Érasme Quellin l'Ancien et le frère du peintre Érasme II Quellin.  Après un premier apprentissage aux côtés de son père à Anvers, il se rend à Rome pour y recevoir l'enseignement du célèbre sculpteur bruxellois François Duquesnoy.
Il revient ensuite en 1640 à Anvers, année et lieu de la mort du peintre flamand Pierre Paul Rubens. Il retrouve alors son père Erasmus Quellinus et tient notamment sa boutique d'art.
À partir de 1648, il rejoint les Provinces-Unis et fait carrière dans la cité d'Amsterdam, ville florissante au XVIIe siècle. Son talent le fait alors reconnaître comme étant l'un des meilleurs sculpteurs de son siècle. Il reçoit dès lors de nombreuses commandes de la part des aristocrates amstellodamois tout en continuant à sculpter des scènes religieuses. Dans un contexte propice aux arts, il put ainsi décorer de nombreuses façades et réaliser un certain nombre de sculptures. Il effectue en effet la plupart des sculptures du nouvel hôtel de ville, futur palais royal, entre 1650 et 1664. Sous sa direction, des artistes comme son cousin Artus Quellinus le Jeune et ses compatriotes Rombout Verhulst, Bartholomeus Eggers et Gabriel de Grupello et probablement aussi Grinling Gibbons ont participé à ce vaste projet,. Il réalisa surtout les portraits de grands aristocrates d'Amsterdam comme Andries de Graeff ou Johan de Witt, et des monuments funéraires.  Son tombeau monumental pour Otto Christoph von Sparr, Maréchal de Brandebourg-Prusse, dans l'Eglise Sainte-Marie à Berlin a eu une influence importante sur le développement de la sculpture funéraire en Allemagne du Nord.
Il revient en 1664 dans sa ville natale Anvers.  Son œuvre après son retour à Anvers est moins bien connu. L'œuvre le plus important est sans doute le portrait en buste en marbre de Luis de Benavides Carrillo, gouverneur des Pays-Bas espagnols.
Artus Quellinus était marié avec Margriet Verdussen. Son cousin Artus Quellinus le Jeune fut l'un de ses plus fidèles collaborateurs mais il développa un style plus baroque. Il fut aussi le maître des sculpteurs suivants : Grinling Gibbons, Hubertus Daep, Martin Deurweerders, Artus Quellinus le Jeune, Pieter I Verbruggen, Lodewijk Willemsens.
Très réputé à son siècle, il a abordé la religion, l'allégorie, les nues, les portraits, la mythologie ainsi que l'histoire.

## Œuvres
- Sculptures du Paleis op de Dam d'Amsterdam réalisées entre 1650 et 1664
- Les Quatre Continents rendant hommage à Amsterdam, sculpture triangulaire de 90 cm de haut et de 415 cm de long en terre cuite de 1650, exposé au Rijksmuseum d'Amsterdam
- Andries de Graeff (1611-78), buste en marbre de 1661, exposé au Rijksmuseum d'Amsterdam, régent et maire amstellodamois
- Samson et Dalila, de 1640, exposé au Musée de Bode de Berlin
- Cornelis Witsen (1606-65), buste en marbre de 1658 de 71 cm de haut, bourgmestre d'Amsterdam
- Catharina Graeff Opsy, buste en marbre de 1658 de 72 cm de haut, femme de Cornelis Witsen
- Saint Pierre, sculpture en terre cuite de 1658 dans l'église Saint André d'Anvers et l'avant-projet au musée des Beaux-Arts de Bruxelles
- Albert Magnus, sculpture église Saint Paul d'Anvers

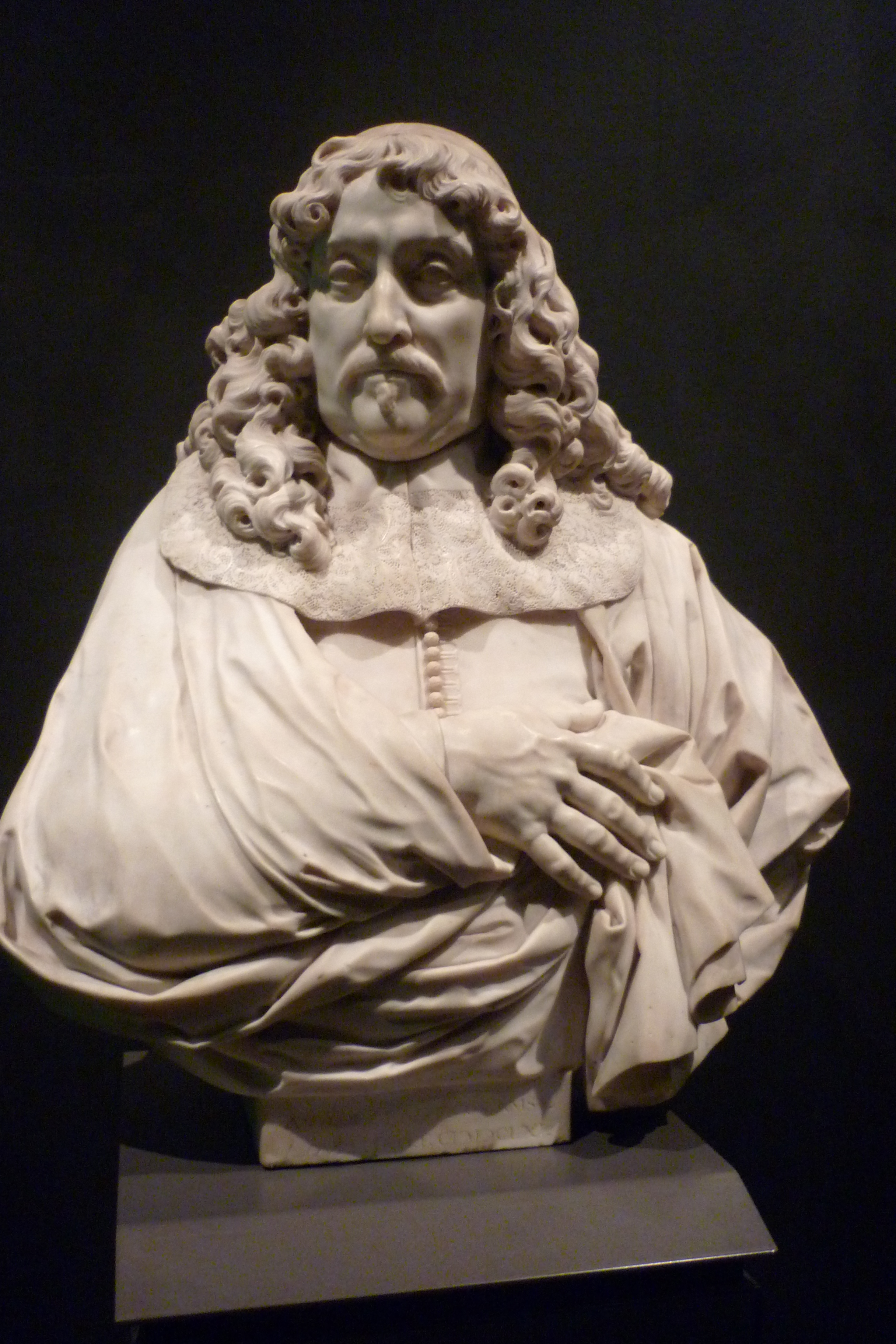
Buste d'Andries de Graeff, 1661.
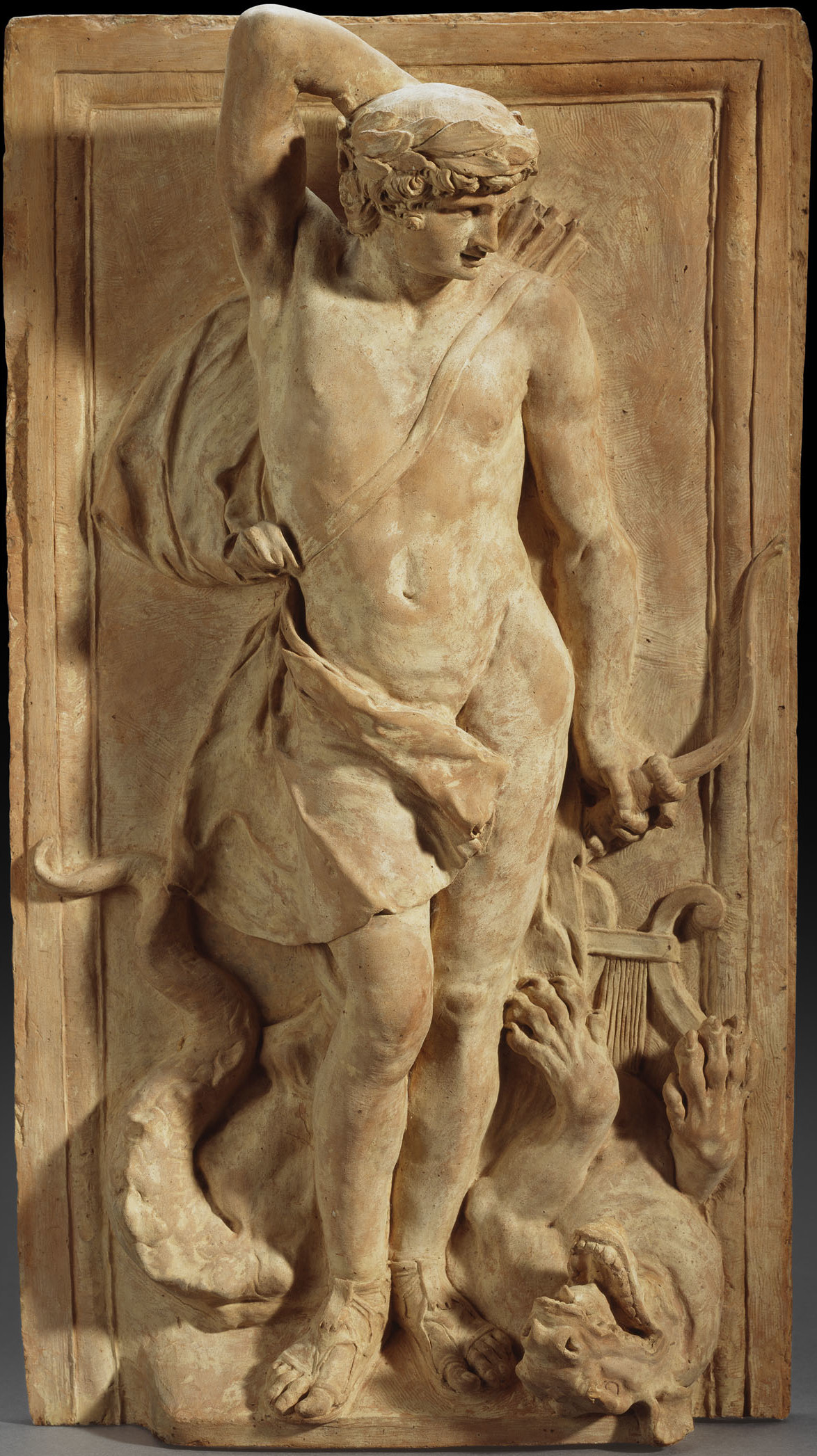
Apollon et Python, Fondation Roi-Baudouin.
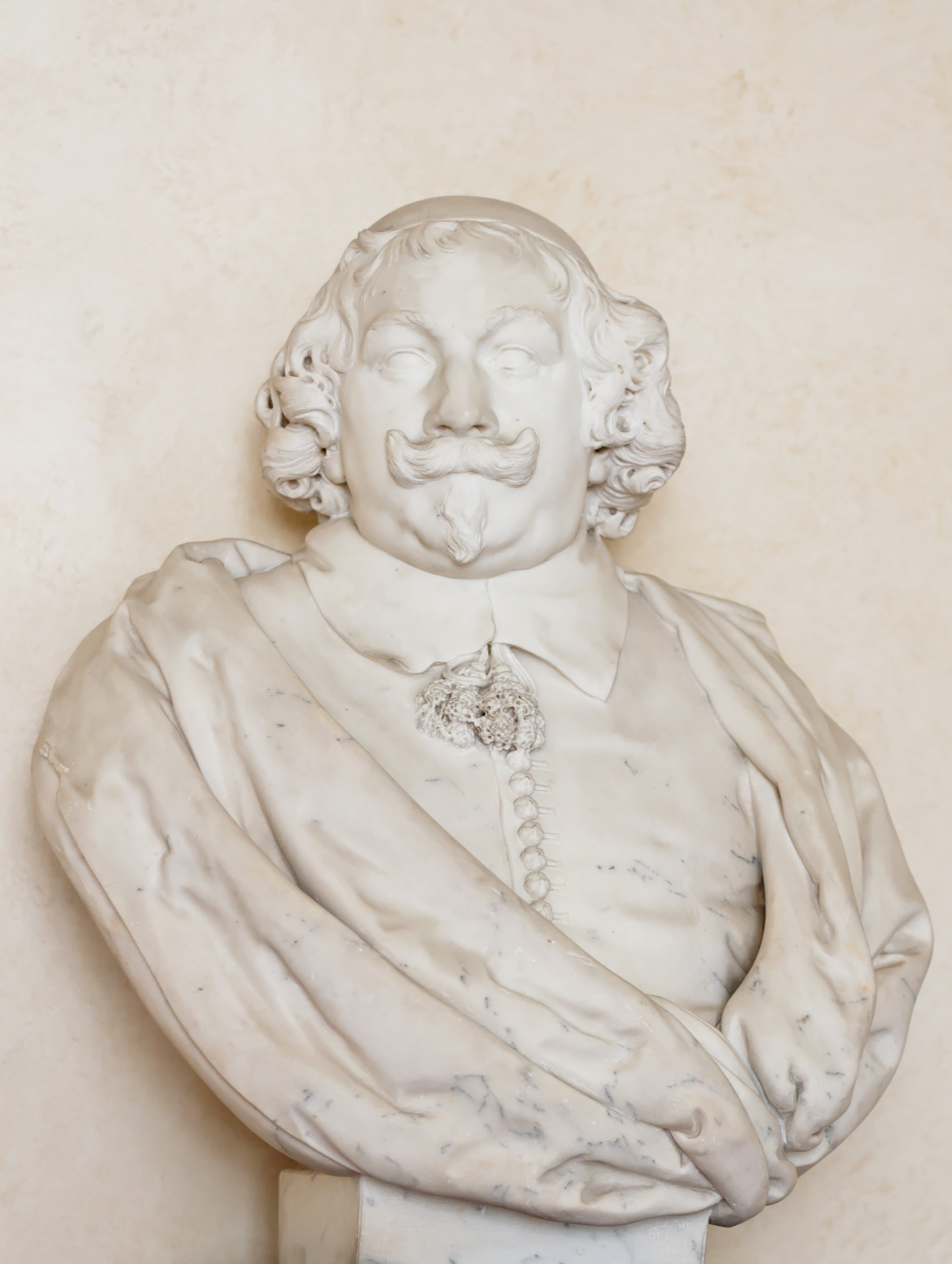
Buste de Cornelis Witsen, 1658.